# Cameo-Parkway Records
Cameo-Parkway Records fue la compañía discográfica matriz de los sellos Cameo Records y Parkway Records con base en Filadelfia. Desde mediados de la década de 1950 hasta 1967 fue una de las mayores discográficas de Estados Unidos. Los géneros que abarcaba incluyen doo-wop, rockabilly, big band, garage rock y música soul.
Hasta 1962 Cameo fue el nombre de la compañía matriz, mientras que Parkway era un sello subsidiario de la misma. En 1962, la compañía matriz fue renombrada como Cameo-Parkway, con el fin de equiparar el estatus de ambos sellos. Fuera de Estados Unidos se usó el nombre unificado de Cameo-Parkway para todos los lanzamientos de artistas de ambos sellos. El catálogo de Cameo-Parkway es propiedad de ABKCO Records.

## Historia
La compañía Cameo Records fue fundada en diciembre de 1956 en Filadelfia por Bernie Lowe y Kal Mann. Parkway fue fundado, inicialmente como sello subsidiario, en 1958. Antes de fundar la compañía discográfica, Mann y Lowe habían formado un exitoso dúo de compositores, con Mann escribiendo letras y Lowe la música. Su mayor éxito hasta ese momento había sido "(Let Me Be Your) Teddy Bear" de Elvis Presley. Cuando fundaron Cameo Records, contaron con Dave Appell como director de A&R. Mann y Appell escribieron muchos de los primeros éxitos del sello, particularmente después de que Lowe redujera su actividad compositora para dedicarse plenamente a dirigir la compañía. Además, el grupo de Appell los Applejacks funcionaron como la banda de estudio de Cameo durante los primeros años, aportando la parte instrumental en las grabaciones de los vocalistas del sello, así como emitiendo un puñado de sencillos instrumentales por su cuenta. Lowe, también músico, tocaba el piano en muchas de las primeras grabaciones.
El primer éxito para Cameo fue "Butterfly" de Charlie Gracie, que encabezó las listas de éxitos estadounidenses a comienzos de 1957. En 1958, el sello publicó "Dinner With Drac", de John Zacherle que alcanzó el top 10 y "Mexican Hat Rock", instrumental de los Applejacks , que entró el top 20 de las listas de éxitos.
Un factor importante en el éxito de Cameo-Parkway fue su relación con el programa de televisión estadounidense American Bandstand. Estar ubicado en la misma ciudad donde se produjo este popular programa de música transmitido a nivel nacional significaba que los artistas de Cameo-Parkway siempre estaban disponibles para actuar en el programa, especialmente en el caso de que cualquier otra actuación se cancelara. El sello se benefició enormemente del acuerdo, ya que la exposición que muchos artistas de Cameo-Parkway recibieron en el popular programa de Dick Clark ayudó a impulsarlos al estrellato.
En 1959, Bobby Rydell obtuvo sus primeros éxitos con "Kissin 'Time" y "We Got Love" en Cameo Records. De 1960 a 1964, Rydell fue el segundo mayor creador de éxitos del sello después de Chubby Checker, con éxitos como " Wild One ", que alcanzó el número 2 de la lista Billboard, "Swingin 'School", "Volare", "The Cha -Cha-Cha" o "Forget Him". 
Chubby Checker tuvo cierto éxito en el verano de 1959 con "The Class", un sencillo que presentaba a Checker haciendo imitaciones cómicas de los cantantes Fats Domino, The Coasters, Elvis Presley, el baterista Cozy Cole y Ricky Nelson, Frankie Avalon y Fabian Forte como Las ardillas. En 1960 la versión de Checker de "The Twist" de Hank Ballard se convirtió en el primer gran éxito para el sello Parkway. Aunque la versión de Ballard solo alcanzó el puesto 16 en la lista de R&B en 1958, la versión de Checker llegó al número 1 en 1960, y nuevamente a principios de 1962. Checker tuvo varios éxitos, incluido "Pony Time" (su segundo número 1), "Let's Twist Again", "The Fly", "Slow Twistin'"(con Dee Dee Sharp ), "Limbo Rock", "Popeye (The Hitchhiker)", "Birdland" y otros.
Alrededor de 1961, ambos sellos, Cameo y Parkway comenzaron a promocionar algunas estrellas nuevas. El grupo vocal The Dovells, que contó con Len Barry como cantante principal, lanzó "Bristol Stomp", que alcanzó el número 2 a finales de 1961, seguido de "Bristol Twistin 'Annie", "(Do The New) Continental", "Hully Gully bebés" entre otros lanzamientos en 1962 y 1963. El cuarteto de R&B, The Orlons lanzó " The Wah-Watusi ", que alcanzó el puesto número 2 en el verano de 1962. 
Dee Dee Sharp, que con quince años había grabado un dueto con Chubby Checker, publicó su primer sencillo en solitario, "Mashed Potato Time" que alcanzó el número 2 en la primavera de 1962. A este le siguieron más éxitos, como "Gravy" y "Ride!".
En el verano de 1963, el sencillo "So Much in Love" del grupo de R&B, The Tymes alcanzó el número 1 de las listas de éxitos, marcando el final de la época dorada de Cameo-Parkway.
A principios de 1964, tres hechos casi simultáneos llevaron a Cameo-Parkway a un fuerte declive del que nunca se recuperaría por completo. El primero fue el traslado de American Bandstand de Filadelfia a Los Ángeles en febrero. De repente, la principal fuente de exposición y promoción nacional de Cameo-Parkway desapareció. En segundo lugar, la llegada de la invasión británica en 1964/1965, que cambió drásticamente los gustos del público estadounidense, y por último, lar marcha de Bernie Lowe, que se había ido desencantado del lado comercial de la grabación de discos y, sufriendo de agotamiento nervioso y episodios de depresión, vendió su participación en la compañía en 1964. Mann y Appel pronto lo siguieron. A mediados de 1965, ninguno de los tres fundadores de Cameo-Parkway estaba asociado con la compañía, así como sus principales estrellas, Bobby Rydell y Chubby Checker. La nueva gerencia de Cameo trató de recuperar el éxito con artistas como Jo Ann Campbell , Maynard Ferguson , Clark Terry , el grupo instrumental LeRoy & His Rockin 'Fellers y estrellas de televisión convertidas en cantantes como Clint Eastwood y Merv Griffin.
A mediados de 1966, Neil Bogart, de 23 años, se convirtió en el nuevo jefe de A&R de la compañía, que tuvo un breve renacimiento con la publicación de garage rock y soul instrumental. Los últimos éxitos importantes para el sello fueron "96 Tears" de Question Mark & the Mysterians, que llegó al número 1 de las listas en el otoño de 1966, una nueva versión del "Wild Thing" de los Troggs, del comediante Bill Minkin imitando a Robert F. Kennedy y "Beg, Borrow and Steal" de Ohio Express en 1967. Bogart también fichó a Bob Seger, que firmó su primer contrato de grabación con Cameo-Parkway y publicó sus primeros cinco sencillos con el sello.
A mediados de 1967, Cameo-Parkway firmó en un contrato de distribuciónn con MGM Records y lanzó cuatro álbumes más (dos en Cameo, uno en Parkway y uno en Vando), y tres sencillos más (uno en Parkway y dos en Vando). El último sencillo de Cameo, "Billy Sunshine" de Evie Sands, fue lanzado originalmente con la etiqueta roja y amarilla de "Cameo Parkway" y luego reeditado con una nueva etiqueta designada por MGM. Por primera vez, los nombres de ambos sellos aparecieron en las etiquetas discográficas, aunque ni el nombre de Cameo ni el de Parkway fueron enfatizados. A finales de 1967, tras un empeoramiento de los problemas financieros Cameo Parkway Records se cerró. Neil Bogart se marchó a la recién creada Buddah Records, fundado por el exejecutivo de MGM Records Art Kass, llevándose consigo a buena parte del personal de Cameo Parkway.